# Trávnica
Trávnica este o comună slovacă, aflată în districtul Nové Zámky din regiunea Nitra. Localitatea se află la altitudinea de 130 m deasupra n.m., se întinde pe o suprafață de 21,15 km2 și în 2017 număra 1.059 de locuitori.

## Istoric
Localitatea Trávnica este atestată documentar din 1075.

## Demografie
| An:                | 1994 | 2004   | 2014   | 2024   |
| ------------------ | ---- | ------ | ------ | ------ |
| Număr de persoane: | 1326 | 1195   | 1091   | 1041   |
| Diferență:         |      | −9,87% | −8,70% | −4,58% |

| An:                | 2023 | 2024   |
| ------------------ | ---- | ------ |
| Număr de persoane: | 1035 | 1041   |
| Diferență:         |      | +0,57% |